# Basilornis mirandus
El miná de Mindanao (Basilornis mirandus) es una especie de ave paseriforme de la familia Sturnidae.

## Distribución geográfica
Es endémica de las selvas tropicales de la isla de Mindanao (Filipinas).

## Estado de conservación
Está amenazada por la pérdida de su hábitat natural.